# Petaloptila llorenteae
Petaloptila llorenteae är en insektsart som beskrevs av Barranco 2004. Petaloptila llorenteae ingår i släktet Petaloptila och familjen syrsor. Inga underarter finns listade i Catalogue of Life.